# Le Bonheur juif
Pour plus de détails, voir Fiche technique et Distribution.
Le Bonheur juif (russe : Еврейское счастье) est un film soviétique réalisé par Alexis Granowsky et sorti en 1925. Il est inspiré d'une nouvelle écrite par Cholem Aleikhem.

## Synopsis
Berdytchiv, (Ukraine). Fin du XIXe siècle. Menahem Mendel, courtier et commerçant, gagne sa vie péniblement. La fille du riche Kimbak aime Zalman, un garçon pauvre que son père lui interdit d'épouser. Mendel propose à ce dernier un "beau parti", mais le jeune promis est en réalité une fille : pour sortir de l'impasse, Kimbak accepte que sa fille se marie avec Zalman.

## Fiche technique
- Titre du film : Le Bonheur juif
- Titre original : Evrejskoe sčast'e
- Réalisation : Alexis Granowsky
- Scénario : Isaac Babel, Boris Leonidov et Isaak Teneromo d'après Cholem Aleikhem
- Photographie : Édouard Tissé, Vassili Hvatov, N. Stroukov - Noir et blanc
- Son : Film muet
- Décors : Natan Altman
- Métrage : 2 400 m (environ 88 minutes)
- Pays : Union des républiques socialistes soviétiques
- Sortie : 1925

## Distribution
- Solomon Mikhoels : Menahem Mendel
- I. Rogaler : Oucher
- S. Epchtein : Iosele
- Tevye Khazak : Kimbak
- Moisei Goldblat : Zalman

## En DVD
- Le Bonheur juif, d'Alexis Granowsky, film muet de 1925, avec Solomon Mikhoels dans le rôle de Menakhem Mendel, I. Rogaler, S.Epstein, T.Hazak. DVD Bach film, coll. chefs-d'œuvre du cinéma russe, 2007